# Diogenes pugilator
Diogenes pugilator là một loài cua ẩn sĩ với chiều dài mai tối đa 5,45 mm (0,215 in). Loài này được tìm thấy ở bờ biển Angola xa về phía bắc Biển Bắc, và về phía đông qua biển Địa Trung Hải, Biển Đen và Biển Đỏ. Số lượng D. pugilator có thể được giữ kiểm soát bằng loài cua ăn thịt Liocarcinus depurator.